# Feodosija
Feodosija (krimskotatarski: Kefe, ruski: Феодосия, turski: Kefe, ukrajinski: Феодо́сія, Теодо́сія), također Teodosija (od grčkog: Θεοδοσία) lučki je grad na jugu Krima. Kroz povijest je također je nosio imena: Kaffa (ligurijski: Cafà), Kefe i Kučuk-Stambol. Grad je 2015. imao 69.145 stanovnika. De jure je dio Ukrajine, a de facto dio Rusije.

## Povijest
Grad su u 6. stoljeću pr. Kr. osnovali Grci iz grada Milet kao koloniju pod nazivom Teodosija (grčki: Θεοδοσία). Ona je bila važna kolonija jer je bila mjesto izvoza žita iz krajeva oko Crnog mora. Priključenjem Bosporskom Kraljevstvu u 5. stoljeću pr. Kr. dolazi do naglog procvjeta kolonije o kojem svjedoči veliki broj povijesnih spomenika. Grad je od 5. do 10. stoljeća priznavao vlast Bizantskog Carstva. Nakon invazije Mongolskog Carstva, grad su 1266. godine zauzeli trgovci iz Republike Genove, stoga je grad bio glavna kolonija te države na sjevernoj crnomorskoj obali. Grad od 1266. godine nosi naziv Kaffa te je tada bio značajan trgovinski posrednik s Istokom preko Astrahana i 
Kaspijskoga jezera. Ostatci genovskih utvrda iz 13. i 14. stoljeća govore o moći grada u tom razdoblju. Grad su 1475. godine opljačkali Osmanlije te su ga oni ponovno podignuli kao tvrđavu Kefe ili Kučuk-Stambol (doslovno prevedeno Mali Carigrad). Grad je 1783. godine zauzelo Rusko Carstvo te mu dalonjegovo današnje ime, Feodosija. U Feodosiji je 20. prosinca 1917. godine uspostavljena sovjetska vlast.

## Poznate osobe
- Ivan Konstantinovič Ajvazovski, ruski slikar

## Vanjske poveznice
- Službena web-stranica  Arhivirana inačica izvorne stranice od 19. travnja 2021. (Wayback Machine)
- Feodosija Hrvatska enciklopedija
- Feodosija, Proleksis enciklopedija
- Феодосия, город, Enciklopedijski rječnik Brockhausa i Efrona
- Феодосия, Velika sovjetska enciklopedija
- ФЕОДО́СИЯ  Arhivirana inačica izvorne stranice od 16. travnja 2021. (Wayback Machine), Velika ruska enciklopedija